# Chiesa di San Lorenzo a Uzzo
La chiesa di San Lorenzo a Uzzo si trova nei dintorni di Pistoia.

## Storia e descrizione
La piccola chiesa presenta allo stato attuale caratteri architettonici relativamente tardi, risalenti al XVII secolo, ma sia le testimonianze documentarie che la ricordano una prima volta nel 1213, sia alcuni oggetti artistici presenti o da essa provenienti, provano la sua più antica origine. Si vedano in particolare l'affresco con Sacra Conversazione databile alla fine del XV secolo, il tabernacolo eucaristico scolpito in pietra serena agli inizi del XVI secolo, e il quattrocentesco calice in rame dorato e smalti oggi conservato presso il Museo diocesano di Pistoia.